# Frederick Owusu
Frederick Akuffo Owusu (ur. 23 września 1936 w Akropong) – ghański lekkoatleta, sprinter i średniodystansowiec, medalista igrzysk Imperium Brytyjskiego i Wspólnoty Brytyjskiej, olimpijczyk.

## Kariera sportowa
Odpadł w eliminacjach biegów na 440 jardów i 880 jardów oraz sztafety 4 × 440 jardów na igrzyskach Imperium Brytyjskiego i Wspólnoty Brytyjskiej w 1958 w Cardiff. Na igrzyskach olimpijskich w 1960 w Rzymie odpadł w półfinale sztafety 4 × 400 metrów i eliminacjach biegu na 800 metrów.
Zdobył brązowy medal w sztafecie 4 × 440 jardów (która biegła w składzie: Ebenezer Quartey, Owusu, James Addy i John Asare-Antwi) na igrzyskach Imperium Brytyjskiego i Wspólnoty Brytyjskiej w 1962 w Perth.